# NEWSゆう+
『NEWSゆう+』（ニューズゆうプラス）は、2009年3月16日から2011年9月30日まで、朝日放送（ABCテレビ）で平日の16:50 - 18:54（JST）に放送されていた夕方の関西ローカル大型報道・情報番組である。

## 概要
朝日放送では2004年10月4日から、テレビ朝日制作の全国ニュース『スーパーJチャンネル』（全国ニュースパート、17:54 - 18:17）をはさむ格好で、平日の夕方に自社制作の報道・情報番組『ムーブ!』（15:49 - 17:54）と『NEWSゆう』（18:17 - 18:54）を放送してきた。しかし2009年3月6日、朝日放送全体での経費削減などを理由に、『ムーブ!』『NEWSゆう』の放送を終了。両番組の放送枠を統合したうえで、『NEWSゆう』の後継番組として、同年3月16日から当番組の放送を開始した。週末は朝日放送での独自タイトルはないが、『ANNスーパーJチャンネル』でローカルニュースを放送していた。
なお、本放送開始前の2009年3月9日から3月13日までは、15:46 - 15:51に番組宣伝を兼ねて『NEWSゆう+ミニ』を放送。また、『Jチャンネル』は原則として本番組に内包されるようになった。
本番組では、『NEWSゆう』終了時のキャスター（保坂和拓、橋詰優子、高橋大作、乾麻梨子）が全員続投。『ムーブ!』からも、一部のコメンテーター（二木啓孝、大谷昭宏、井上公造）が続けて出演している。さらに、月・火曜日のレギュラーコメンテーターに麻木久仁子を迎えたほか、若手アナウンサーの北村真平と堀友理子をキャスター陣に加えていた。
ちなみに、本番組の放送枠は、『ムーブ!』、『Jチャンネル』、『NEWSゆう』の累計放送時間から1時間縮小。『ムーブ!』の前半に当たる16時台がドラマの再放送枠になった一方で、本番組の17時台前半には、朝日放送で初めて『Jチャンネル』第1部のネット受けを開始している。
2009年9月11日の放送を最後に、『NEWSゆう』時代から7年半にわたってニュースキャスターを務めてきた保坂が、本番組のメインキャスターを降板。同年9月14日の放送からは、スポーツアナウンサーの小縣裕介が、2代目のメインキャスターとして出演していた。
なお当番組では、小縣のキャスター起用を機に、『NEWSゆう』時代に保坂が担当していた実況取材シリーズ「危ない街」を復活。関西ローカルパート（17時台後半と18時台）では、一部コーナーの放送順・放送曜日を変更していた。
2010年4月5日より、在阪局では『VOICE』（毎日放送）に続いて2局目となるリアルタイム字幕放送を第2部のみで実施。同年10月4日より『Jチャンネル』全国ニュースパートでも実施されたことにより、同日からは実施開始時間が繰り上がった。
小懸のメイン担当2年目に入る2010年9月13日から、コメンテーターの増員・出演曜日変更や、17時台の関西ローカルパートで放送するコーナーの再編などで番組内容をリニューアル｡同年度に朝日放送へ入社したばかりの角野友紀・塚本麻里衣を気象キャスター・清水とおるのアシスタントに抜擢した。同時に、『ムーブ!』のメインキャスターで、同番組終了後に朝日新聞社へ出向していた堀江政生も出演するようになった。
2011年にも、3月28日の放送から同様のリニューアルを実施。これを機に、『NEWSゆう』時代から毎週金曜日の18時台に中・四国地方のANN系列局と共同で放送していた「ぐるりん瀬戸内」など、一部のコーナーを終了させている。
当番組は、2011年9月30日（金曜日）の放送で終了。『NEWSゆう』時代を含めて11年間続いた『NEWSゆうシリーズ』も、幕を閉じることになった。同年10月3日からは、当番組と同じ放送枠で、伊藤史隆をメインキャスターに据えた報道･情報番組『キャスト』を放送する。伊藤は、当番組での保坂・小縣と同じく、スポーツアナウンサーからニュースキャスターへ抜擢。当番組の関係者からは、塚本・高橋をサブキャスターに起用するほか、一部のコメンテーターも続投する。

## 放送時間
- 毎週月曜日 - 金曜日 16:50 - 18:54（124分）
  - 全ての曜日で、17:54 - 18:17に『スーパーJチャンネル』（テレビ朝日制作）のANN全国ニュースパートを23分間内包。
  - 定時放送の場合のテレビ番組表では、当番組の主な放送内容を、「5時台は・・・〜」「6時台は・・・〜」という形で3〜4行ずつ紹介する。

## タイムテーブル
2011年4月 - の放送内容を基準。放送時間は目安。
| 放送時間 | コーナー名                             | 内容                                                                      |
| -------- | -------------------------------------- | ------------------------------------------------------------------------- |
| 16:50.00 | オープニング                           | メインキャスターの小縣・橋詰と各曜日のコメンテーターが登場                |
| 16:50.00 | 帰り道天気予報                         | 朝日放送社内のスカイテラスから関西の天気概況を伝える                      |
| 16:54.00 | スーパーJチャンネル                    | テレビ朝日からの任意ネット                                                |
| 17:25頃  | 関西のニュース1                        | 全国のニュースの内容により時間は前後する。                                |
| 17:35頃  | 17時台の特集                           | コーナーの詳細は、下記を参照。                                            |
| 17:35頃  | 月曜：週刊YANO＋                       |                                                                           |
| 17:35頃  | 火曜：島田大のもうかる研究所           |                                                                           |
| 17:35頃  | 水曜：二木･曽我の深層解説              |                                                                           |
| 17:35頃  | 木曜：アタック!駅まち/木曜スポーツ特集 | それぞれ隔週で放送                                                        |
| 17:35頃  | 金曜：みに行こっ!/エンタメ公造力       | それぞれ隔週で放送                                                        |
| 17:45頃  | ゆうスポーツ                           | 関西・全国の主なスポーツ関係のニュースを2-3項目伝える                     |
| 17:52頃  | 清水さんの天気予報1                    | 塚本（月・火曜日）・堀（水 - 金曜日）がアシスタントを担当（18時台も同様） |
| 17:54.00 | ANNスーパーJチャンネル                 | テレビ朝日発、ANN系列の全国ネット枠                                       |
| 18:17.00 | 第2部オープニング・関西のニュース2     |                                                                           |
| 18:25頃  | 18時台の特集                           | コーナーの詳細は下記参照の事。                                            |
| 18:25頃  | 月曜：響紀行                           |                                                                           |
| 18:25頃  | 火曜：特集                             |                                                                           |
| 18:25頃  | 水曜：特集                             |                                                                           |
| 18:25頃  | 木曜：ウラドリ                         |                                                                           |
| 18:25頃  | 金曜：堀江政生のドク断!                |                                                                           |
| 18:43頃  | 清水さんの天気予報2                    | 関西の天気と天気に関するトレンド情報を伝える                              |
| 18:48頃  | ニュースFlash                          |                                                                           |
| 18:51頃  | エンディング                           |                                                                           |
| 18:52.00 | 番組終了                               |                                                                           |

## 主なコーナー

### 当番組と同時に開始
ゆうカルチャー（17時台の関西ローカルパート、当初は全曜日で放送、2010年9月のリニューアル以降は金曜日の「みに行こっ!」「エンタメ公造力」に集約）
※2010年9月のリニューアルまで月～木曜日に、芸能人へのインタビュー、新刊本や新作の映画・舞台の紹介などを日替わりで放送。生活情報（整理術など）を取り上げることもあった。月に1 - 2回は、アーティストをゲストに迎えて、報道番組用に設計されたスタジオからライブを放送。歌や演奏を披露するゲストや、当番組のレギュラー陣には見えない格好で、CGを使って曲のイメージにあった背景をスタジオに描き出していた。
※金曜日には、『ムーブ!』で当時間帯に放送されていた芸能情報コーナー「芸能ムーブ!」の流れを汲む形で、「エンタメ公造力」を放送。「社会現象としての芸能ニュースを斬る」というテーマで、井上の取材報告などを交えながら、放送週における芸能界の動きを振り返る。原則として毎週放送されるが、隔週に放送したり、休止したりする場合もあった。
ゆうスポーツ（当初は原則として全曜日に放送、月曜日は2011年3月のリニューアルから「週刊YANO+」へ移行）
※朝日放送の夕方ニュース番組で、初めてレギュラーで放送するスポーツコーナー。基本として、放送前日（前週）のスポーツダイジェスト、最新のスポーツニュース（各1本）、特集の3本立てで構成していた。
※堀が『虎バン』（阪神タイガースの情報・ドキュメンタリー番組）でナビゲーターを務めていた2010年までは、プロ野球シーズンに週に1回は「〜曜虎バン主義。」を放送。同番組スタッフの協力の下に、同球団関連の話題を中心に取り上げるほか、堀による選手インタビューなどを放送していた。2010年シーズンには、阪神戦の週間ダイジェストを放送する際に、堀が注目したポイントを「堀Check」として紹介していた。
※18時台の後半に放送されていた2009年9月末までは、かつての『ニュースステーション』の「角澤ポジション（角ポジ）」のように、担当のキャスターが他の出演者より前の位置に座って伝えていた。
※17時台の後半に移動してからは、2010年9月のリニューアルまで、他のコーナーと同じくモニターの横から進行。リニューアルを機に、モニターをスタジオの背景にCGで映し出すようになったため、キャスターが再び「角ポジ」スタイルで伝えるようになった。
※メインキャスターに就任してからの小縣は、スポーツアナウンサーとしての経験を踏まえて、当コーナーでコメントをはさんだりスポーツ選手（主にゴルフ）へのVTRインタビューを担当したりすることもある。2009年11月からバンクーバーオリンピックの開催期間（2010年2月）までは、毎週金曜日に「Road to バンクーバー」を放送した。
ニュースの?（2010年9月のリニューアル以降、水曜日の「二木啓孝の深層報道」→「二木・曽我の深層解説」に一本化）
※コメンテーターによる『ムーブ!』のニュース解説を、事実上継承するコーナー。
※番組開始当初は、北村などが進行役を担当。最近のニュースから選んだ1つのテーマについて当日のコメンテーターが私見などを述べていた。
※2010年9月のリニューアルまでは、水曜日には「水曜プラス講座」とのタイトルで、「二木啓孝の深層報道」（二木出演時）や「マネー講座」（堀浩司出演時）などのコメンテーター企画を放送。橋詰が進行役を務めた。
※「二木啓孝の深層報道」は、2010年9月のリニューアル後も、隔週水曜日に放送。2011年3月のリニューアルからは、曽我豪（朝日新聞編集委員）が二木と交互に隔週で出演する関係で、タイトルを「二木・曽我の深層解説」と改めた。
ニュースを探しに行くニュース アタック駅まち（2010年9月のリニューアル以降は「アタック!駅まち2周目」）
※朝日放送のサービスエリア（関西地方）にある鉄道の駅周辺の街（駅まち）を、「リサーチなし・アポなし」で取材しながら、その街ならではのニュースを探すVTRコーナー。駅名の読みの最初の音を基準に、五十音順で毎回1つの「駅まち」を取材・紹介した。
タイトルは同局の長寿番組「パネルクイズ アタック25」からのパロディーかつオマージュである。
※放送開始から2009年9月までは、月1回のペースで放送（放送曜日不定）。同年4月20日放送の第1回では、「あ」の音で始まる名前の駅として、阪急電鉄の淡路駅（大阪市東淀川区）周辺を取り上げた。同年10月からは、毎週金曜日の17時台後半（関西ローカルパート）で、レギュラー放送を開始した。
※コーナー開始から2010年3月までは、高橋がリポーターを担当。同年4月2日の放送からは、北村が担当を引き継いでいる。北村が担当するようになってからは、当番組の放送エリア・関西以外の地方の駅も取材の対象に入れることがあった。
※2010年8月末に「わ」の音で始まる名前の駅まで到達したことから、1周目を終了。同年9月16日から2011年9月29日までは、「アタック!駅まち2周目」というタイトルで、隔週木曜日の17時台に続編を放送していた。
※2011年からは、赤字経営で苦境に立つ鉄道の路線を応援する目的で、「鉄道に乗ろう」キャンペーンを展開。従来の企画とは別に、キャンペーン対象の路線を取材することがある。また、第89回全国高等学校野球選手権大会全国大会の開幕直前には、月～金曜日17時台の共通企画として「アタック!駅まち甲子園」を放送。出場各校の最寄り駅を起点に、北村がその高校や周辺エリアを訪れた模様を毎日1校のペースで紹介している。

### 放送開始後に新設
響紀行
※2010年4月5日から、朝日新聞との共同企画として、隔週月曜日の18時台に放送。暮らしの中で奏でられる様々な「音」に注目したうえで、その音が織りなす各地の風景を取り上げた。
※朝日新聞の大阪本社から関西地方向けに発行される夕刊でも、毎週土曜日の1・3面で同名の連載企画を掲載。当コーナーでの放送内容も取り上げていた。

#### 2010年9月のリニューアルで新設
木曜スポーツ特集（隔週木曜、17時台の関西ローカルパート、「アタック!駅まち2周目」と交互に放送）
※プロスポーツのスター選手からマイナースポーツに至るまで、魅力のあるアスリートに密着取材。その模様を紹介した。
みに行こっ!（隔週金曜→毎週金曜、17時台の関西ローカルパート）
※「ゆうカルチャー」からの流れを受け継ぐコーナーで、2010年9月17日から放送。番組が薦める週末の映画・舞台・イベント情報を、北村がまとめて紹介した。当初は「エンタメ公造力」と交互に隔週で放送されていたが、その後は毎週、同コーナーの直後に放送されていた。
堀江政生のドク断!（毎週金曜、18時台の関西ローカルパート）
※2010年9月22日から開始。2011年3月のリニューアルまでは、「二木啓孝の深層報道」と交互で、隔週水曜日の17時台関西ローカルパートで放送していた。
※前番組『ムーブ!』のメインキャスターで、同番組終了後2010年7月まで朝日新聞東京本社政治グループへ報道記者として出向していた堀江が、朝日放送の番組へ久々にレギュラーで登場。自らの取材を基に、新聞・テレビの報道からこぼれ落ちた事実や、それらの報道とは違う角度からの見解を探った。堀江によれば、タイトルを「ドク断」にしたのは、「自分が取材した内容や、政治記者としての経験を、自分の"独断"で好きなだけしゃべる」との意思を込めたからという。

#### 2011年3月のリニューアルで新設
いずれも17時台の関西ローカルパートで放送

週刊YANO+（毎週月曜）
※タイトルを「しゅうかんやのぷらす」と読ませるコーナーで、2011年3月28日から放送。同年度から朝日放送の野球解説者に就任した矢野が、プロ野球を含むスポーツのトピックスを、自らの取材や小縣からのコメントなどを交えながら紹介していた。進行役は塚本で、当コーナーで流れるVTRのナレーターも務めた。ちなみに矢野は、後番組の『キャスト』でも、月曜日に当コーナーと同様のスポーツコーナーを担当した。
島田大のもうかる研究所（毎週火曜）
※2011年3月29日から放送。『おはよう朝日です』のニュースキャスターで、経済記者を兼務する島田大（朝日放送アナウンサー）が「所長」の肩書で登場。自身が気になる業界に研究員（リポーター）を派遣させたうえで、「金額」をテーマに、その業界が儲かる（利益を出せる）秘密を探った。
以上のコーナー以外にも、番組が定めたテーマで視聴者にインタビューを実施した模様を、「fromゆう」として放送することがあった。

#### 過去
ぐるりん瀬戸内（毎週金曜、18:41頃から5分間、瀬戸内海放送・広島ホームテレビ・山口朝日放送・愛媛朝日テレビへ同時ネット、番組開始当初から2011年3月25日まで）
※上記のANN系列局との共同制作による地域情報コーナーとして、『NEWSゆう』時代から内包。朝日放送が幹事局であった関係で、乾（2010年4月からは堀友理子）がメインキャスターを務めるかたわら、近畿地方・徳島県内の取材を担当した。
※2011年4月からは、朝日放送が制作・放送から外れ、上記他4局が「瀬戸内リレー」の名称で同様のコーナーを継続している（幹事局は広島ホームテレビ）。
関西元気印（2009年10月 - 2011年3月、毎週水曜→金曜、18時台の関西ローカルパート）
※視聴者に元気を与えるような活動を展開したり、目覚ましい伸びを見せたりしている関西地方の企業や人物に密着取材。その模様を紹介していた。
※2010年9月のリニューアルで放送日が金曜日に移動したのを機に、タイトルを「金曜元気印」に改めた。
月曜ガッチスポーツ!（毎週月曜、17時台の関西ローカルパート、2010年9月13日 - 2011年3月）
※「ガッチ」とは、活動の主体がスポーツ実況やラジオの音楽番組だった時期からの小縣の愛称。注目のスポーツ選手やスポーツ界の話題を、小縣ならではの視点で取り上げるコーナーで、番組表では「ガチスポ」との略称で紹介されることが多かった。扱う話題によっては、（当番組を放送しない）週末に自ら取材したうえで、その模様をスタジオで報告していた。
堀浩司の根ホリ葉ホリ（毎週火曜、17時台の関西ローカルパート、2010年9月14日 - 2011年3月29日）
※リニューアル前に隔週のペースで水曜日に放送されていた「水曜マネー講座」の内容を継承するほか、堀自身が新製品を体験した模様を、同姓の堀友理子とともに紹介する。2人で取材する場合には、「堀浩司・堀友理子の根ホリ葉ホリ」として放送。堀浩司が単独で取材する場合には、再現ドラマなどの演出を入れることが多かった。

## 番組終了時点での出演者
曜日を特記していない場合には、月 - 金曜日を通じてレギュラー出演。

### キャスター
いずれも出演時点では朝日放送アナウンサー。
- 小縣裕介（メインキャスター、2009年9月14日 - 、「特集」のナレーションや取材も担当）
  - 朝日放送への入社以来、スポーツ実況を中心に活躍。当番組で初めてニュースキャスターを務める。2010年9月から半年間は、実況経験を生かす形で、「月曜ガッチスポーツ!」の取材・進行も担当していた。
  - 夫人で同僚でもある武田和歌子アナウンサーの出産と、自身が患った網膜剥離の手術・療養が重なったことから、2010年7月下旬から8月13日まで当番組の出演を見合わせていた。なお、当番組の終了後に放送される『がんばれ!元気ッズ』では、武田の産休中に代役でナレーターを務めていた。
- 橋詰優子（メインキャスター、「特集」のナレーションも担当）
  - 『NEWSゆう』でのリポーターをきっかけに、『NEWSゆう』シリーズを一貫して担当してきた唯一のアナウンサー。2010年9月のリニューアルまでは、17時後半以降の天気予報にも出演していた。
- 藤崎健一郎（サブキャスター、2010年3月29日 - ）
  - ニュースの背景説明や取材も担当。小縣の不在時には、代役でメインキャスターを務めていた。
- 北村真平（月 - 木曜日サブキャスター兼「アタック駅まち」シリーズ2代目リポーター）
  - 2010年4月2日の放送から、「アタック駅まち」を担当。2011年3月のリニューアルまでは、火・水曜日を中心に、「ゆうSPORTS」のキャスターも兼務していた。
- 堀友理子（水 - 金曜日スポーツ・天気担当キャスター）
  - スポーツキャスターとしては、2010年12月まで『虎バン』（阪神タイガースの情報・ドキュメンタリー番組）のナビゲーターを兼務していた関係で、主に「～曜虎バン主義。」を担当。番組開始当初から2009年10月までは、金曜日の「ゆうSPORTS」にのみ登場していた。2010年3月29日から、月曜日の同コーナーにも登場していた。なお金曜日には、「ゆうSPORTS」を終えてから、そのまま「エンタメ公造力」まで出演していた。
  - 2010年4月2日から1年間は、金曜日のみ、18時台（関西ローカルパート）のサブキャスターと「ぐるりん瀬戸内」の2代目メインキャスター（関西地方担当）を兼務。同年9月から半年間は、火曜日の「堀浩司の根ホリ葉ホリ」で進行や取材を担当していた。2011年3月のリニューアルを機に、出演曜日を水 - 金曜日に変更するとともに、天気予報で清水のアシスタントを務めた。

以下のアナウンサーは、2010年9月のリニューアルから番組終了まで出演。
- 堀江政生（報道記者を兼務<事実上コメンテーター>、「堀江政生のドク断!」を担当）
  - メインキャスターを務めていた『ムーブ!』の終了後、政治記者として2010年7月まで朝日新聞東京本社へ出向。その経験から、政治関係のスペシャルゲストを迎えての討論の進行や、東日本大震災（東北地方太平洋沖地震）などの取材も担当した。
- 塚本麻里衣（月・火曜日スポーツ・天気担当キャスター）
  - 当番組が朝日放送入社後初のレギュラー番組。2011年3月のリニューアルまでは、同期入社の角野と日替わりで、天気予報のアシスタントとトレンド情報の取材を担当していた。また、2011年1月7日の放送では、当時休暇に入っていた堀の代役で「ぐるりん瀬戸内」のメインキャスターを務めている。
  - 2011年3月のリニューアルで、出演曜日を月・火曜日に固定するとともに、スポーツキャスターも兼務。月曜日には、「週刊YANO+」を担当していた。後番組『キャスト』では、サブキャスターとして全曜日に出演する。

以下のアナウンサーは、2011年3月のリニューアルから番組終了まで出演。
- 島田大（経済記者を兼務、「島田大のもうかる研究所」を担当）
  - レギュラー出演以前にも、経済関連の中継リポートや取材で登場することがあった。[7]

### コメンテーター
レギュラーコメンテーター

○：番組開始当初からレギュラーで出演

◎：2010年9月のリニューアルから登場

●：2011年3月のリニューアルからレギュラーで出演

月曜日

- 白井文● - 元尼崎市長
  - 市長退任後から、火曜日などに不定期で出演していた。
- 矢野燿大● -朝日放送野球解説者、中日ドラゴンズ・阪神タイガース元捕手

火曜日

- 川名紀美 ●- 元・朝日新聞論説副主幹

水曜日

- 二木啓孝○（隔週） - ジャーナリスト、BS11解説委員
  - 『ムーブ!』から続投。17時台後半には、『ムーブ!』の流れを汲むニュース解説コーナー「二木啓孝の深層解説」を持つ。
- 曽我豪●（隔週） - 朝日新聞編集委員
- 河島あみる◎　- タレント

木曜日

- 大谷昭宏○　- ジャーナリスト
  - 『ムーブ!』から続投。月～水曜日には、本番組に内包される『スーパーJチャンネル』に、コメンテーターとして出演していた。

金曜日

- 谷口真由美 - 大阪国際大学助教
  - 2011年1月から出演。法学者として国際人権法や女性の権利を研究する一方で、同年3月まで講師を務めていた大阪大学などでは、自称「DJマユミ」による異色の憲法講義で人気を博している。
  - その後、ABCテレビでは『おはよう朝日です』『キャスト』、ABCラジオでは『堀江政生のほりナビ!!』『伊藤史隆のラジオノオト』などにレギュラー出演したが、2020年3月を以って日本ラグビーフットボール協会で新リーグ立ち上げ関連の職務に専念するため、メディアでの活動を終了することを発表。『ラジオノオト』金曜日レギュラー最終出演日となった2020年3月20日放送分にてスポーツニュースのコーナーを担当したのが小縣で、当番組を通しての小縣との縁を語っていた。
- 井上公造○　- 芸能ジャーナリスト
  - 『ムーブ!』から続投。2010年9月10日までは17:54までの出演だったが、翌週9月17日より18時台のローカルパートにも出演する様になった。[8]

不定期出演

水曜日の放送で二木が出演しない場合に登場。ニュース解説も担当していた。

- 小川進 - 神戸大学大学院教授
- 中川勘太 - 弁護士

### 気象キャスター
- 清水とおる（番組開始から2010年9月のリニューアルまでは月 - 水曜日のみ出演）- ウェザーニューズ出身の気象予報士で、朝日放送の他番組にも出演している。
  - 2010年9月のリニューアルから、木・金曜日にも出演。これを機に、朝日放送の女性アナウンサー（当初は塚本・角野、2011年4月から塚本・堀友理子）が清水のアシスタントを務めるようになった。

## 過去の出演者
- 保坂和拓（番組開始から 2009年9月11日まで、メインキャスター）
  - 『NEWSゆう』で全曜日のサブキャスターを務めるまでは、小縣と同じく、主にスポーツ中継の実況を担当。当番組でのエンディングでは、放送日に伝えたニュースに対する私見を、コラム形式で短く述べていた。後任の小縣も、「ひとこと+（プラス）」と称して、同様のコメントを毎回エンディングで披露している。
- 吉田裕一（番組開始から2010年9月10日まで、木・金曜日天気キャスター）- ウエザーニュース所属の気象予報士で、降板後も朝日放送の他番組にも出演中。
- 角野友紀（2010年9月のリニューアルから2011年3月まで、天気予報・トレンド情報担当）
  - 当番組が朝日放送入社後初のレギュラー番組。原則として、塚本と交互に日替わりで出演していた。ただし降板後も、当番組の後枠で水曜日に阪神甲子園球場か京セラドーム大阪で阪神タイガースのホームゲームを中継する場合に、阪神側のリポーターとして「ゆうスポーツ」に登場している。

以下のアナウンサーは、『NEWSゆう』時代から出演していたが、2010年3月26日の放送で降板。同年3月29日から、『おはようコールABC』のキャスターに就任している。
- 高橋大作（サブキャスター兼「アタック駅まち」初代リポーター）
- 乾麻梨子（サブキャスター兼「ぐるりん瀬戸内」初代メインキャスター）

以下のコメンテーターは、番組開始当初から出演。
- 麻木久仁子（2010年12月20日まで）
  - 2010年3月までは月・火曜日、以降は火曜日にのみ出演。
- 堀浩司（2011年3月のリニューアルまで） - 経済ジャーナリスト、ファイナンシャルプランナー
  - 当初は、水曜日の放送で二木が登場しない日に不定期で出演。その後、2010年9月のリニューアル直前まで、二木と交互に隔週で水曜日に登場。リニューアル後は、火曜日の放送でコメンテーターを務めたほか、「堀浩司の根ホリ葉ホリ」の取材・進行を担当していた。

以下のコメンテーターは、2011年3月のリニューアルまで出演。
- 多賀谷克彦（2010年4月から、隔週月曜） - 朝日新聞編集委員
- 加藤千洋（2010年4月から、隔週月曜） - 同上
- 春野恵子（2010年9月から、月曜） - 浪曲師、タレント時代は「ケイコ先生」として知られた。

## 番組テーマ曲
- 松永貴志「We're friends!」（松永が番組用に書き下ろした楽曲）

※番組の中でも、松永の楽曲が使用された｡

## スタッフ
- ディレクター：半田俊介
- プロデューサー：矢島大介
- チーフプロデューサー：谷浩司
- 制作著作：朝日放送